# S☆1
『S☆1』（エス・ワン）は、2009年（平成21年）3月30日（29日深夜）からJNN系列で生放送されている、週末のスポーツニュース番組の総称であり、スポーツ関連番組の統一ブランドの呼称。

## 概要

### 第1期（2009年度：『スーパーサッカー』と『J-SPO』の統合）
これまでも姉妹編として長らく放送されてきた、土曜日の『スーパーサッカー』と日曜日の『J-SPO』の連携を更に深め、番組のスタッフも統合。各曜日それぞれの基本的なコンセプトはそのままに踏襲し、新たに2番組連動の共通企画も実施するなど、「統一感」と「連動感」を高めた総合的なスポーツニュースを目指した。また、テーマ曲には木村カエラの「BANZAI」が使用された。
『JNNスポーツ&ニュース』終了以来、分割して放送されていた週末深夜のJNNニュースも7年ぶりに統合・内包され、本番組の1コーナーとして放送されている（詳細は後述）。
日曜版は以前の『J-SPO』と同様の規模が維持された一方で、土曜日に関してのみでいえば、サッカーファンに長らく愛され、常に6 - 8%の高視聴率を保ってきた以前の『スーパーサッカー』に対して、「JNNニュース」を含めた放送時間が55分から半分の28分に短縮されてしまった。
視聴率は3 - 4%と低迷した。他のスポーツ番組との差別化を図ってきた『スーパーサッカー』と異なり、他のスポーツ番組と区別できないような平凡な内容となっているほか、元々短くなった番組内に当日のスポーツニュース及び全国ニュースまでも押し込まれたことで、番組内容が全体的に窮屈になってしまった。特にJNNの最終ニュースとしては枠が5分弱で全国ネットニュースは実質1 - 2項目程度と、『世界・ふしぎ発見!』の前の『JNNフラッシュニュース』とさほど変わらなくなってしまった。

### 第2期（2010 - 2011年度：魔裟斗がメインキャスターを担当）
2010年4月の番組改編で、土曜日の『S☆1スパサカ』を終了・再分割させ、『S☆1』自体も、日曜の『J-SPO』の体裁をベースとした総合スポーツニュース・情報番組の新『S☆1』として同年4月3日より全面リニューアル。番組の正式タイトルを『Sports Spirit No.1 S☆1』と改めている。
総合司会については、当時TBSのアナウンサーだった枡田絵理奈を続投させる一方で、格闘家の魔裟斗と、『スーパーサッカーPLUS』時代に進行を担当した務めた初田啓介（同局アナウンサー）が新たに加わった。さらに、2009年度版から定期的に出演している野村克也に加えて、ラモス瑠偉、高橋尚子、村主章枝をコメンテーターに起用。コメンテーター陣を「S☆1ファミリー」と総称したうえで、専門分野に見合ったメンバーに解説を委ねる体制へ移行した。
同年3月29日開始の平日の『NEWS23X』について、枡田はスポーツキャスターとして金曜日のレギュラーに、野村もコメンテーターとして不定期でそれぞれ出演する。併せて、放送スタジオも『NEWS23X』と共通化される。
同年4月2日から毎週土曜（金曜深夜）の0時55分 - 1時25分にJリーグと各クラブが総監修・協力をして全面リニューアルした『スーパーサッカーJ』が一部の地域を除いて放送開始。加藤浩次と小倉隆史は新『スパサカ』へ異動した（小倉は不定期でS☆1にも出演する）。一方で、2002年4月から8年間日曜日のスポーツニュースのキャスターを務めた恵俊彰と、土・日曜共通のレギュラーだった山本匠晃（同局アナウンサー）は降板となった。
放送時間は土曜版は従来通りの28分、日曜版は『ワンステップ!』の終了に伴い、30分拡大されて80分番組となったが、日曜版の23時台については、番組中で『80分拡大スペシャル』と銘打ったつなぎ番組であり、『ワンステップ!』の正式な後番組『地球同時多発情報SHOW 革命×テレビ』が、2010年5月30日より始まったことで50分番組に戻っている。
2010年10月2日より『EXE』の終了に伴い、日曜日（土曜日深夜）は0時から拡大放送されることが決定した。それにより総合司会の枡田は『チューボーですよ!』と継続で出演しており、土曜日のスポーツニュース番組が0時開始になるのは『J-SPORTS スーパーサッカーPLUS』以来1年半ぶりとなる。58分の放送になったことで土曜日は充実した内容で放送できるとともに「世界のスポーツを楽しむ」をコンセプトとしたコーナーが放送された。
2011年4月改編で土曜版では0時30分以降をローカル編成枠に設定。JNN系列局の一部（毎日放送・RKB毎日放送・琉球放送） では、0時30分で当番組のネットを飛び降りることになった。その関係で、前年度はエンディング近くでTBSの報道ブースから伝えていた『JNNニュース』の放送枠を番組の中盤（0時25分頃）に移動。TBSアナウンサーの杉山真也が、当番組のスタジオからそのまま『JNNニュース』を伝えている。
また、土・日曜版とも、「S☆1プロ野球」内に「S☆1全球勝負」を新設。放送前日にあったプロ野球公式戦の全試合から、番組が特に注目した1〜2打席について、S☆1ファミリーの解説を交えながら全ての投球内容を配球面から詳しく紹介している。
しかし、TBSでは2011年10月2日（1日深夜）から日曜0時台（土曜深夜）の前半枠で全国ネット番組『Asian Ace』 の放送を開始。当番組の土曜版は、同日の放送から28分間に戻された。また、放送枠の短縮を機にローカル編成枠を廃止したため、前述の飛び降りを実施していた毎日放送・RKB毎日放送・琉球放送は対応を迫られた。なお、土曜版の『JNNニュース』は、杉山が担当を続けたままでエンディング近く（0時50分頃）に放送。一部の企画では、土曜版と日曜版の間で放送日を入れ替えている（後述）。10月31日（30日深夜）より、隔週日曜日（隔週土曜日深夜）に『S☆1 plus』（3時18分 - ）を放送開始。
2012年3月25日（日曜日）の放送を最後に、総合司会の魔裟斗・初田・枡田が当番組を卒業した。魔裟斗は卒業後もTBS系列の格闘技中継に不定期で出演。当番組の開始からただ1人司会を続けてきた枡田は、同年4月2日から『ひるおび!』の総合司会に異動するため、当番組と兼務していた『NEWS23X』金曜日のスポーツキャスターも降板した。

### 第3期（2012 - 2016年度：田中裕二・小島瑠璃子がMCを担当）
2012年3月31日（土曜日）の放送から、土・日曜共通の総合司会に田中裕二（爆笑問題）を起用。田中がスポーツニュースのメインキャスターを本格的に務めるのは、初めてであった。また、前年度まで不定期で当番組に出演していた佐藤文康（TBSアナウンサー）が『スーパーサッカーPLUS』以来3年振りに進行キャスターを担当。さらに、スタジオセットを一新するとともに、オーディションを通じて小島瑠璃子を「初代S☆1ガール」（進行キャスター兼取材リポーター）に抜擢した。日曜日の『JNNニュース』については、升田が報道フロアから伝えるスタイルを保ったまま、番組のエンディング前に内包するようになった。その一方で、一部の企画（後述）や、エンディング付近で『JNNニュース』を内包する土曜日の編成は2011年度の放送を踏襲した。
2013年4月6日から10月頃までは、番組で注目した試合・選手・動向に関連した四者択一式のリアルタイム投票を、日・月曜日（土・日曜日深夜）とも放送中に実施。当番組のオープニング直後から公式サイトで投票を受け付けた後に、エンディングで最終結果を発表していた。なお、投票の受付中には、逆L字型の画面で選択肢や途中経過を随時表示。その一方で、土曜日の『JNNニュース』も、日曜日と同じくTBSの報道ブースから伝えるようになった。
2014年5月17日（土曜日）放送分から、スタジオのセットを一新。これを機に、小島を紹介する字幕には、「初代S☆1ガール」という肩書を表示しなくなった。
2017年3月26日（日曜日）放送分をもって、田中・小島・佐藤が揃って当番組を卒業した。

### 第4期（2017年度 - ：TBSアナウンサーをMCに起用）
2017年4月1日（土曜日）放送分からリニューアルを実施するとともに、かつてサブキャスターや番組内の『JNNニュース』を担当していた伊藤隆佑と、同年3月まで『報道特集』（TBSテレビ）でスポーツキャスターを務めていた上村彩子（いずれも同局アナウンサー）をMC兼取材キャスターへ起用。『S☆1』としての放送開始以来緑を用いてきた番組のイメージカラーをピンクへ変更するとともに、flumpoolの書き下ろしによる「WINNER」を新しいイメージソングに採用した。
リニューアル初日と翌2日（日曜日）には、イチローへの独占インタビューを含めた特別企画「未来へ遺すべき、イチローの野球」を2夜連続で放送。4月15日（土曜日）から本格的に第4期の放送を開始した。また、第4期の開始を機に、日曜深夜版のみリアルタイム字幕放送を開始した。
2020年2月11日（火曜日・建国記念の日）には、日曜深夜版を中心に、番組の開始当初からプロ野球の解説を担当してきた野村克也が84歳で永眠した。当番組では、直近週末（15日・16日）の放送分で、過去の出演・取材映像を交えながら「追悼・野村克也さん　遺してくれた言葉」という特別企画を急遽編成している。なお、TBSテレビが制作するプロ野球中継では、この年から（一部の系列局がローカル放送向けに中継カードを差し替える場合を除いて）タイトルを『S☆1 BASEBALL』に改めている。
なお、TBSでは前述した『スーパーサッカー』（同局と一部の系列局で当番組に続いて放送していた単独番組）を2021年3月で終了したため、同年4月改編（同月4日放送分）から当番組の日曜版に「S☆1 SUPER SOCCER Sunday Night」（サッカー関連のニュース・企画コーナー）をレギュラーで編成。また、TBSと一部のネット局で、日曜版の放送時間を改編前から8分拡大した。当該局では土曜版と同じく基本として0時58分まで放送するが、それ以外のネット局では、改編前と同じく0時50分（内包している『JNN NEWS』の終了後）にネットを終えている（詳細後述）。
伊藤と上村は、5年間にわたってMCを務めた後に、2022年3月27日放送分で当番組を卒業した。2022年4月2日（土曜日）未明放送分から、番組のイメージカラーやスタジオセットを変更。前月まで『news23』のスポーツキャスターを務めていた石井大裕と、上村の休演日にMC代理を何度も経験していた近藤夏子（いずれも同局アナウンサー）をMCへ起用したほか、MAN WITH A MISSIONの「blue soul」をテーマソングへ新たに採用した。なお、近藤は当番組の企画で、2022年12月12日未明（日曜版の放送中）にスタートの第50回ホノルルマラソンへ参加。フルマラソン未経験からの参加ながら、5時間45分23秒というタイムで完走している。
パリ・サンジェルマンFC（フランスのリーグ・アンに加盟するプロサッカークラブ）が2022年7月下旬に日本国内で「PSG JAPAN TOUR」（J1リーグに加盟する川崎フロンターレ、浦和レッズ、ガンバ大阪）との国際親善試合シリーズ）を開催した際には、近藤と同様に当番組のMC代理を経験している日比麻音子（TBSテレビアナウンサー）が、パリ・サンジェルマンの来日記者会見（17日）で司会、初戦に当たる20日（水曜日）の対フロンターレ戦（第2代国立競技場からTBSテレビ系列で全国に生中継）の「スタジオMC」と副音声の進行を担当。来日記者会見の直後には、日本各地のJリーグ試合会場を訪れていたサッカーキッズ（少年少女）128人からVTRを通じて寄せられていた質問の一部を交えながら、「世界で初めて」とされるリオネル・メッシ、ネイマール、キリアン・エムバペ（いずれもパリ・サンジェルマンのメンバーとして来日した世界トップクラスのプロサッカー選手）が揃っての独占インタビューも敢行した。当番組では、このインタビューを収録した映像を、7月23日未明の土曜版と8月1日未明の日曜版で放送している。
2023年4月から半年間は、『KICK OFF! J（キック・オフ!ジャパン）』（Jリーグと日本サッカー協会の監修・企画協力による企画ネットコーナー）を日曜（月曜未明）版に内包。『KICK OFF!』は福井・高知両県を除く45都道府県の民放局が地元のJリーグ加盟クラブを取材するプロジェクトで、TBSテレビでは関東7都県に本拠地を置くクラブの取材を担っている が、『KICK OFF! J』は番組終盤のローカル差し替え枠（0:50 - 0:58）に関東ローカル向けのエンディング番組（ミニ番組）として編成されている。このため、（公式には「0:58終了までのフルネット」とされているTBSテレビ以外の7局も含めた）全27局が、0:50を境にローカル編成へ移行した。もっとも、『KICK OFF! J』は2023年10月16日未明放送分から、単独番組として（関東ローカル向け編成における）当番組の後枠（0:58 - 1:28）へ移行。移行を機に、齋藤慎太郎・御手洗菜々（いずれもTBSテレビアナウンサー）をMCに起用している。
土曜版については、2023年4月改編から、放送開始時刻を基本として日曜日未明の0:00（土曜日の24:00）に定めている。これは、『7つの海を楽しもう!世界さまぁ〜リゾート』（2013年4月から0:00 - 0:30に全国ネットで放送されていた事前収録番組）の終了に伴う繰り上げ措置で、この措置によって放送開始時刻が基本として日曜版と変わらなくなったが、放送時間は繰り上げ後も28分間（0:00 - 0:28）である。さらに、土曜版では2024年10月5日未明放送分から、『JNN NEWS』のパートを大幅に変更。「MCとは別のアナウンサー（土曜深夜 - 日曜早朝の宿直担当者）が、TBSテレビ報道局内のニューススタジオから、ストレートニュースと天気予報を全国向けと関東ローカル向けに伝える」という番組開始以来の体制から、「女性MC（基本として近藤夏子）が本編のスタジオからスポーツニュースに続いて伝える」という体制に移行した。

## ネット局
土曜版・日曜版共にJNN協定が発動する。

### 土曜版
| 放送対象地域   | 放送局                    | 系列    | 放送時間                    | ネット状況 |            |
| -------------- | ------------------------- | ------- | --------------------------- | ---------- | ---------- |
| 関東広域圏     | TBSテレビ（TBS）          | TBS系列 | 日曜（土曜深夜）0:00 - 0:28 | 【制作局】 | 【制作局】 |
| 北海道         | 北海道放送（HBC）         | TBS系列 | 日曜（土曜深夜）0:00 - 0:28 | フルネット |            |
| 青森県         | 青森テレビ（ATV）         | TBS系列 | 日曜（土曜深夜）0:00 - 0:28 | フルネット |            |
| 岩手県         | IBC岩手放送（IBC）        | TBS系列 | 日曜（土曜深夜）0:00 - 0:28 | フルネット |            |
| 宮城県         | 東北放送（tbc）           | TBS系列 | 日曜（土曜深夜）0:00 - 0:28 | フルネット |            |
| 山形県         | テレビユー山形（TUY）     | TBS系列 | 日曜（土曜深夜）0:00 - 0:28 | フルネット |            |
| 福島県         | テレビユー福島（TUF）     | TBS系列 | 日曜（土曜深夜）0:00 - 0:28 | フルネット |            |
| 山梨県         | テレビ山梨（UTY）         | TBS系列 | 日曜（土曜深夜）0:00 - 0:28 | フルネット |            |
| 長野県         | 信越放送（SBC）           | TBS系列 | 日曜（土曜深夜）0:00 - 0:28 | フルネット |            |
| 新潟県         | 新潟放送（BSN）           | TBS系列 | 日曜（土曜深夜）0:00 - 0:28 | フルネット |            |
| 静岡県         | 静岡放送（SBS）           | TBS系列 | 日曜（土曜深夜）0:00 - 0:28 | フルネット |            |
| 富山県         | チューリップテレビ（TUT） | TBS系列 | 日曜（土曜深夜）0:00 - 0:28 | フルネット |            |
| 石川県         | 北陸放送（MRO）           | TBS系列 | 日曜（土曜深夜）0:00 - 0:28 | フルネット |            |
| 中京広域圏     | CBCテレビ（CBC）          | TBS系列 | 日曜（土曜深夜）0:00 - 0:28 | フルネット |            |
| 近畿広域圏     | 毎日放送（MBS）           | TBS系列 | 日曜（土曜深夜）0:00 - 0:28 | フルネット |            |
| 鳥取県・島根県 | 山陰放送（BSS）           | TBS系列 | 日曜（土曜深夜）0:00 - 0:28 | フルネット |            |
| 岡山県・香川県 | RSK山陽放送（RSK）        | TBS系列 | 日曜（土曜深夜）0:00 - 0:28 | フルネット |            |
| 広島県         | 中国放送（RCC）           | TBS系列 | 日曜（土曜深夜）0:00 - 0:28 | フルネット |            |
| 山口県         | テレビ山口（tys）         | TBS系列 | 日曜（土曜深夜）0:00 - 0:28 | フルネット |            |
| 愛媛県         | あいテレビ（itv）         | TBS系列 | 日曜（土曜深夜）0:00 - 0:28 | フルネット |            |
| 高知県         | テレビ高知（KUTV）        | TBS系列 | 日曜（土曜深夜）0:00 - 0:28 | フルネット |            |
| 福岡県         | RKB毎日放送（RKB）        | TBS系列 | 日曜（土曜深夜）0:00 - 0:28 | フルネット |            |
| 長崎県         | 長崎放送（NBC）           | TBS系列 | 日曜（土曜深夜）0:00 - 0:28 | フルネット |            |
| 大分県         | 大分放送（OBS）           | TBS系列 | 日曜（土曜深夜）0:00 - 0:28 | フルネット |            |
| 熊本県         | 熊本放送（RKK）           | TBS系列 | 日曜（土曜深夜）0:00 - 0:28 | フルネット |            |
| 宮崎県         | 宮崎放送（MRT）           | TBS系列 | 日曜（土曜深夜）0:00 - 0:28 | フルネット |            |
| 鹿児島県       | 南日本放送（MBC）         | TBS系列 | 日曜（土曜深夜）0:00 - 0:28 | フルネット |            |
| 沖縄県         | 琉球放送（RBC）           | TBS系列 | 日曜（土曜深夜）0:00 - 0:28 | フルネット |            |

### 日曜版
- 2021年4月4日から、前番組の『スーパーサッカー』と同様に、番組終盤の8分間（0時50分 - 0時58分）をローカルセールス枠に充当。TBSテレビを除く通常時のフルネット局が編成上の事情から臨時に0時50分で飛び降ることや、通常時は0時50分に飛び降りるネット局が特別編成の実施などによって0時58分までのフルネットで放送することもある。

| 放送対象地域   | 放送局                    | 系列    | 放送時間                     | ネット状況                  | 備考       |
| -------------- | ------------------------- | ------- | ---------------------------- | --------------------------- | ---------- |
| 関東広域圏     | TBSテレビ（TBS）          | TBS系列 | 月曜（日曜深夜）0:00 - 0:58  | 【制作局】                  | 【制作局】 |
| 山形県         | テレビユー山形（TUY）     | TBS系列 | 月曜（日曜深夜）0:00 - 0:58  | フルネット                  |            |
| 長野県         | 信越放送（SBC）           | TBS系列 | 月曜（日曜深夜）0:00 - 0:58  | フルネット                  |            |
| 静岡県         | 静岡放送（SBS）           | TBS系列 | 月曜（日曜深夜）0:00 - 0:58  | フルネット                  |            |
| 富山県         | チューリップテレビ（TUT） | TBS系列 | 月曜（日曜深夜）0:00 - 0:58  | フルネット                  |            |
| 山口県         | テレビ山口（tys）         | TBS系列 | 月曜（日曜深夜）0:00 - 0:58  | フルネット                  | [ 注 11 ]  |
| 北海道         | 北海道放送（HBC）         | TBS系列 | 月曜（日曜深夜） 0:00 - 0:50 | 同時ネット （0:50飛び降り） | [ 注 12 ]  |
| 青森県         | 青森テレビ（ATV）         | TBS系列 | 月曜（日曜深夜） 0:00 - 0:50 | 同時ネット （0:50飛び降り） |            |
| 岩手県         | IBC岩手放送（IBC）        | TBS系列 | 月曜（日曜深夜） 0:00 - 0:50 | 同時ネット （0:50飛び降り） |            |
| 宮城県         | 東北放送（tbc）           | TBS系列 | 月曜（日曜深夜） 0:00 - 0:50 | 同時ネット （0:50飛び降り） |            |
| 福島県         | テレビユー福島（TUF）     | TBS系列 | 月曜（日曜深夜） 0:00 - 0:50 | 同時ネット （0:50飛び降り） | [ 注 13 ]  |
| 山梨県         | テレビ山梨（UTY）         | TBS系列 | 月曜（日曜深夜） 0:00 - 0:50 | 同時ネット （0:50飛び降り） |            |
| 新潟県         | 新潟放送（BSN）           | TBS系列 | 月曜（日曜深夜） 0:00 - 0:50 | 同時ネット （0:50飛び降り） | [ 注 14 ]  |
| 石川県         | 北陸放送（MRO）           | TBS系列 | 月曜（日曜深夜） 0:00 - 0:50 | 同時ネット （0:50飛び降り） |            |
| 中京広域圏     | CBCテレビ（CBC）          | TBS系列 | 月曜（日曜深夜） 0:00 - 0:50 | 同時ネット （0:50飛び降り） |            |
| 近畿広域圏     | 毎日放送（MBS）           | TBS系列 | 月曜（日曜深夜） 0:00 - 0:50 | 同時ネット （0:50飛び降り） | [ 注 15 ]  |
| 鳥取県・島根県 | 山陰放送（BSS）           | TBS系列 | 月曜（日曜深夜） 0:00 - 0:50 | 同時ネット （0:50飛び降り） |            |
| 岡山県・香川県 | RSK山陽放送（RSK）        | TBS系列 | 月曜（日曜深夜） 0:00 - 0:50 | 同時ネット （0:50飛び降り） |            |
| 広島県         | 中国放送（RCC）           | TBS系列 | 月曜（日曜深夜） 0:00 - 0:50 | 同時ネット （0:50飛び降り） | [ 注 16 ]  |
| 愛媛県         | あいテレビ（itv）         | TBS系列 | 月曜（日曜深夜） 0:00 - 0:50 | 同時ネット （0:50飛び降り） |            |
| 高知県         | テレビ高知（KUTV）        | TBS系列 | 月曜（日曜深夜） 0:00 - 0:50 | 同時ネット （0:50飛び降り） |            |
| 福岡県         | RKB毎日放送（RKB）        | TBS系列 | 月曜（日曜深夜） 0:00 - 0:50 | 同時ネット （0:50飛び降り） | [ 注 17 ]  |
| 長崎県         | 長崎放送（NBC）           | TBS系列 | 月曜（日曜深夜） 0:00 - 0:50 | 同時ネット （0:50飛び降り） |            |
| 熊本県         | 熊本放送（RKK）           | TBS系列 | 月曜（日曜深夜） 0:00 - 0:50 | 同時ネット （0:50飛び降り） | [ 注 12 ]  |
| 大分県         | 大分放送（OBS）           | TBS系列 | 月曜（日曜深夜） 0:00 - 0:50 | 同時ネット （0:50飛び降り） |            |
| 宮崎県         | 宮崎放送（MRT）           | TBS系列 | 月曜（日曜深夜） 0:00 - 0:50 | 同時ネット （0:50飛び降り） |            |
| 鹿児島県       | 南日本放送（MBC）         | TBS系列 | 月曜（日曜深夜） 0:00 - 0:50 | 同時ネット （0:50飛び降り） |            |
| 沖縄県         | 琉球放送（RBC）           | TBS系列 | 月曜（日曜深夜） 0:00 - 0:50 | 同時ネット （0:50飛び降り） |            |

## 放送時間
| 期間      | 期間      | 放送時間（JST）         | 放送時間（JST）            | 備考 |
| 期間      | 期間      | 土曜版                  | 日曜版                     | 備考 |
| --------- | --------- | ----------------------- | -------------------------- | --- |
| 2009.3.29 | 2010.3.28 | 日曜0:30 - 0:58（28分） | 月曜0:00 - 0:50（50分）    | 土曜版は『S☆1スパサカ』、日曜版は『S☆1Jスポ』として放送。 土曜版初日は0:00 - 0:58にて『58分拡大スペシャル』として放送し、2009年4月12日は『マスターズゴルフ第3日・第1部』のため休止した。 日曜版初日は0:10 - 0:50の短縮版で『JNNニュース』を分割し、青森テレビ・毎日放送等では編成上の都合により0:30をもって終了した。 |
| 2010.4.4  | 2010.5.23 | 日曜0:30 - 0:58（28分） | 日曜23:30 - 翌0:50（80分） | 土曜版について、2010年4月4日は0時より『58分拡大スペシャル』として放送し、4月11日は『マスターズゴルフ第3日・第1部』のため休止。 5月23日まで日曜版のみ『革命×テレビ』開始まで23:30からの『80分拡大スペシャル』で放送。この間は毎週日曜に2回放送（未明・深夜）となっていた。                                             |
| 2010.5.30 | 2010.9.27 | 日曜0:30 - 0:58（28分） | 月曜0:00 - 0:50（50分）    | |
| 2010.10.3 | 2011.9.25 | 日曜0:00 - 0:58（58分） | 月曜0:00 - 0:50（50分）    | 土曜版は、事実上放送枠を拡大した。 しかし、2011年4月の改編から、日曜日（土曜日深夜）のみ0:30以降の時間帯をローカル差し替え枠に設定。 これにより、毎日放送・RKB毎日放送・琉球放送の3局では、0:30で当番組のネットを終了するようになった。                                                                               |
| 2011.10.2 | 2021.3.29 | 日曜0:30 - 0:58（28分） | 月曜0:00 - 0:50（50分）    | 日曜日の0時台（土曜日深夜）前半枠で『Asian Ace』を編成したことに伴って、土曜版の放送開始時刻を0:30に再設定。 |
| 2021.4.4  | 2023.3.27 | 日曜0:30 - 0:58（28分） | 月曜0:00 - 0:58（58分）    | 日曜版の放送枠を事実上拡大。 |
| 2023.4.2  | 現在      | 日曜0:00 - 0:28（28分） | 月曜0:00 - 0:58（58分）    | 土曜版の放送枠を30分繰り上げ。 日曜版ではTBSテレビのみ、2023年10月8日未明まで、『KICK OFF! J』を0:50以降のローカル差し替え枠で関東ローカル向けに放送。 |

## 出演者

### メインキャスター・サブキャスター・ニュースキャスター
| 期間 | 期間       | メイン                     | メイン                     | サブ                | ニュース                     | ニュース                     |
| 期間 | 期間       | 土曜版                     | 日曜版                     | 土・日曜版          | 土曜版                       | 日曜版                       |
| --- | ---------- | -------------------------- | -------------------------- | ------------------- | ---------------------------- | ---------------------------- |
| 2009.3.29 | 2010.3.28  | 加藤浩次1                  | 恵俊彰1                    | 山本匠晃 枡田絵理奈 | 升田尚宏1                    | 升田尚宏1                    |
| 2010.4.3 | 2011.3.27  | 魔裟斗 初田啓介 枡田絵理奈 | 魔裟斗 初田啓介 枡田絵理奈 | （シフト勤務）2     | 升田尚宏1                    | 升田尚宏1                    |
| 2011.4.2 | 2012.3.25  | 魔裟斗 初田啓介 枡田絵理奈 | 魔裟斗 初田啓介 枡田絵理奈 | （シフト勤務）2     | 杉山真也                     | 升田尚宏                     |
| 2012.4.7 | 2012.9.30  | 田中裕二 小島瑠璃子        | 田中裕二 小島瑠璃子        | 佐藤文康            | 伊藤隆佑3 石井大裕3          | 升田尚宏                     |
| 2012.10.6 | 2016.3.27  | 田中裕二 小島瑠璃子        | 田中裕二 小島瑠璃子        | 佐藤文康            | 伊藤隆太4                    | 伊藤隆太4                    |
| 2016.4.2 | 2017.3.26  | 田中裕二 小島瑠璃子        | 田中裕二 小島瑠璃子        | 佐藤文康            | 伊藤隆佑3 熊崎風斗3          | 品田亮太4                    |
| 2017.4.1 | 2019.6.30  | 伊藤隆佑 上村彩子          | 伊藤隆佑 上村彩子          | （不在）            | 向井政生                     | 品田亮太4                    |
| 2019.7.6 | 2020.3.29  | 伊藤隆佑 上村彩子          | 伊藤隆佑 上村彩子          | （不在）            | 向井政生                     | 斎藤哲也                     |
| 2020.4.4 | 2020.7.26  | 伊藤隆佑 上村彩子          | 伊藤隆佑 上村彩子          | （不在）            | 向井政生                     | 古谷有美5                    |
| 2020.8.1 | 2021.3.28  | 伊藤隆佑 上村彩子          | 伊藤隆佑 上村彩子          | （不在）            | 向井政生                     | 宇内梨沙4・6                 |
| 2021.4.3 | 2021.9.26  | 伊藤隆佑 上村彩子          | 伊藤隆佑 上村彩子          | （不在）            | 向井政生                     | 南波雅俊3 喜入友浩3          |
| 2021.10.2 | 2022.3.27  | 伊藤隆佑 上村彩子          | 伊藤隆佑 上村彩子          | （不在）            | 向井政生                     | 南波雅俊3 山本匠晃3          |
| 2022.4.2 | 2023.3.26  | 石井大裕 近藤夏子          | 石井大裕 近藤夏子          | （不在）            | 高柳光希7                    | 小沢光葵4                    |
| 2023.4.1 | 2023.10.1  | 石井大裕 近藤夏子          | 石井大裕 近藤夏子          | （不在）            | 渡部峻4・7                   | 渡部峻4・7                   |
| 2023.10.7 | 2024.9.29  | 石井大裕 近藤夏子          | 石井大裕 近藤夏子          | （不在）            | 古田敬郷                     | （シフト勤務）               |
| 2024.10.5 | 2024.12.22 | 石井大裕 近藤夏子          | 石井大裕 近藤夏子          | （不在）            | （近藤が兼務）               | （シフト勤務）               |
| 2025.1.4 | 2025.3.30  | 石井大裕 近藤夏子          | 石井大裕 近藤夏子          | （不在）            | （シフト勤務）               | （シフト勤務）               |
| 2025.4.5 | 2025.6.29  | 石井大裕 御手洗菜々        | 石井大裕 御手洗菜々        | （不在）            | （御手洗が兼務）             | （シフト勤務）               |
| 2025.7.5 | 現在       | 石井大裕 御手洗菜々        | 石井大裕 御手洗菜々        | （不在）            | （TBS NEWSキャスターが担当） | （TBS NEWSキャスターが担当） |
| - 加藤、恵、魔裟斗、田中、小島以外の人物はいずれも、担当の時点でTBSテレビのアナウンサー。 - ニュース担当は2010年度の日曜、2018年10月以降の土曜、古谷・宇内を除き『JNNフラッシュニュース』を兼務。 - 1 前番組から続投。 - 2 スポーツ担当の男性アナウンサーが交代で「生読み」を担当（備考参照）。 - 3 概ね隔週交代で担当。 - 4 日曜日の『Nスタ』を兼務。 （伊藤は2014年7月から・品田は2017年4月から8月までニュースキャスター、宇内は2019年6月から2020年9月まで・渡部は2023年4月からスポーツキャスター） - 5 『サンデーニュース Bizスクエア』（BS-TBS）のキャスターを兼務していたが、産前産後休暇の取得に伴っていずれも降板。 - 6 『サンデーニュース Bizスクエア』（BS-TBS）のキャスターを兼務。 - 7 『報道特集』のスポーツキャスターを兼務。 |            |                            |                            |                     |                              |                              |

#### ニュースキャスター（シフト勤務）
土曜
- 2025年
  - 1月　4日：浦野芽良、11日：高柳光希、18日：小笠原亘、25日：佐藤文康
  - 2月　14日：小笠原亘、8日：新タ悦男、15日：伊藤隆佑、22日：小笠原亘
  - 3月　1日：高柳光希、8日：清原正博、15日：清原正博、22日：清原正博、29日：伊藤隆佑

日曜
- 2023年
  - 10月　8日：駒田健吾、15日：古田敬郷、22日：清原正博、29日：古田敬郷
  - 11月　5日：皆川玲奈、12日：古田敬郷、19日：小沢光葵、26日：古田敬郷
  - 12月　3日：南波雅俊、10日：古田敬郷、17日：新夕悦男、24日：古田敬郷
- 2024年
  - 1月　7日：古田敬郷、14日：熊崎風斗、21日：古田敬郷、28日：山内あゆ
  - 2月　4日：古田敬郷、11日：初田啓介、18日：古田敬郷、25日：伊藤隆佑
  - 3月　3日：古田敬郷、10日：山本匠晃、17日：古田敬郷、24日：喜入友浩、31日：清原正博
  - 4月　7日：古田敬郷、14日：（休止）、21日：古田敬郷、28日：熊崎風斗
  - 5月　5日：古田敬郷、12日：高柳光希、19日：高柳光希、26日：高柳光希
  - 6月　2日：古田敬郷、9日：高柳光希、18日：古田敬郷、23日：土井敏之、30日：蓮見孝之
  - 7月　7日：高柳光希、14日：古田敬郷、21日：蓮見孝之、28日：高柳光希
  - 8月　4日：清原正博、11日：高柳光希、18日：高柳光希、25日：土井敏之
  - 9月　2日：南波雅俊、8日：土井敏之、15日：伊藤隆佑、22日：高柳光希、29日：古田敬郷
  - 10月　6日：土井敏之、13日：小笠原亘、20日：新タ悦男、27日：佐藤文康
  - 11月　3日：初田啓介、10日：熊崎風斗、17日：蓮見孝之、25日：土井敏之
  - 12月　1日：南波雅俊、8日：高柳光希、15日：清原正博、22日：小笠原亘
- 2025年
  - 1月　5日：小笠原亘、12日：初田啓介、19日：伊藤隆佑、26日：熊崎風斗
  - 2月　2日：渡部峻、9日：土井敏之、16日：初田啓介、23日：山本匠晃
  - 3月　2日：渡部峻、9日：初田啓介、16日：高柳光希、23日：土井敏之、30日：渡部峻
  - 4月　6日：初田啓介、13日：（休止）、20日：小笠原亘、27日：土井敏之
  - 5月　4日：渡部峻、11日：伊藤隆佑、18日：小笠原亘、25日：熊崎風斗
  - 6月　1日：佐藤文康、8日：熊崎風斗、15日：土井敏之、22日：渡部峻、29日：初田啓介

#### 備考
- 2010・2011年度の放送では、TBSの若手・中堅スポーツアナウンサー（佐藤、杉山、小笠原亘、伊藤隆佑など）が日替わりで、総合司会席の右側（もしくは前）でその日のスポーツニュースを伝えていた。インカムを付けながらスポーツ実況風に原稿を読むことから、放送上は「生読み担当」と呼ばれていた。当初は時間の関係で日曜日の回だけだったが、第1回および放送時間が拡大された2010年10月以降は土曜日も「生読み担当」の出演が増えた。特に、サッカー関連の話題を取り上げる場合には、サッカー中継・番組への出演機会が多い佐藤がおおむね担当していた。ちなみに、2012年度のリニューアル以降は、佐藤が進行キャスターとして「生読み担当」の役割を一手に担っていた。
- 田中が2012年11月13日に緊急入院（田中裕二 (お笑い芸人)#略歴を参照）したため、同月17日・18日放送分では、田中の相方・太田光がキャスターを担当。太田がスポーツ番組のメインキャスターを務めることは、11月17日放送分が初めてであった[18]。翌週（同月24日）からは田中が復帰している。
- 2013年4月28日（日曜日）には、世界陸上関連の取材でスタジオに出演できない佐藤に代わって、杉山が進行キャスターを務めた。同年6月22日（土曜日）・23日（日曜日）にも同様の事情から、石井が佐藤の代理を務めている。
- 小島は、TBSが制作する日本国内で開催されるプロボクシング・タイトルマッチの全国ネット中継や、全日本高等学校女子サッカー選手権大会（2012年度以降）・全国高校ラグビー（MBS制作、2013 - 2020年度）のハイライト番組のキャスターを兼務。当番組のキャスター降板後も、高校ラグビー・全日本高校女子サッカーの中継やハイライト番組に引き続き出演する関係で大会期間中に当番組へ登場することがあった。その一方えで、ブロボクシング・タイトルマッチの全国ネット中継では、進行役を上村が引き継いでいた。
  - 2013年度の第93回全国高校ラグビー大会開催期間のうち、当番組の同年12月28日・29日放送分および同年中の大会ハイライト番組[注 19] を体調不良で休演。当番組では小島の代役を置かずに、田中と佐藤のみで進行した。当番組の2014年初放送になった同年1月5日放送分については、当番組のスタジオを大会ハイライト番組と共用した[注 20] ため、両番組とも出演している。
- TBSテレビのスポーツアナウンサーでもある男性キャスター（佐藤 → 伊藤隆佑 →石井）がオリンピック・FIFAワールドカップの実況アナウンサーとしてジャパンコンソーシアムに派遣される期間中は、以下のように、同僚のアナウンサーが代役を務める。
  - ロンドンオリンピック (2012年)の期間中には、佐藤がラジオ中継の実況要員として派遣された。その関係で、前年度まで当番組へ出演していた杉山や、当時隔週土曜日に『JNNニュース』を担当していた伊藤隆祐がオリンピック期間中に日替わりで進行キャスターを務めた。
  - 2014 FIFAワールドカップの期間中には、佐藤がTBS制作分の試合中継の実況アナウンサーとして派遣されたため、伊藤隆祐が進行キャスター代理を再び担当した。
  - リオデジャネイロオリンピック（2016年）の期間中には、ニュースキャスターの熊崎が土曜日、品田が日曜日の進行キャスターを担当した。
  - 平昌オリンピック（2018年2月）の期間中には、伊藤隆佑をテレビ中継の実況要員として派遣。上村も開催地の平昌で取材リポートやTBS制作分中継・ハイライト番組の進行を任された。このため、上村のみ、平昌国際放送センター内のTBS特設スタジオからの生中継で出演。土曜版より放送時間の長い日曜版では、平昌の特設スタジオとTBS本社内の平昌オリンピック特設スタジオとの二元生中継方式で放送するとともに、以下のアナウンサーがTBS本社側のMC代理を務めた（土曜版には上村のみ本編へ出演）。
    - 2月4日：佐藤文康・日比麻音子[注 21]
    - 2月11日：佐藤文康・山形純菜
    - 2月18日・25日：熊崎風斗・山形純菜
- 2020年10月にNHK広島放送局からTBSテレビへ移籍した南波は、NHK時代からスポーツアナウンサーとして活動。2021年4月から2022年3月まで日曜版の『JNNニュース』を隔週で担当していたほか、当時メインキャスターだった伊藤隆佑がスタジオへ出演できない日には、土・日曜版を問わずキャスター代理を務めていた。
  - 『JNNニュース』については、2021年9月まで喜入と交互に担当。本来の『JNNニュース』担当日にキャスター代理を務める場合には、スポーツアナウンサーとしての同僚でもある喜入を2週連続で『JNNニュース』の担当に充てていた。喜入が毎週月曜日の早朝に『THE TIME'』『THE TIME,』（いずれも生放送番組）内で「ニュース班」（関東地方各地からの報道系中継リポーター）の活動を始めたことに伴って、同年10月から2022年3月までの『JNNニュース』では、当番組の初期に本編のサブMCを務めていた山本匠晃が喜入の担当分を引き継いでいる。
- 2020年11月15日深夜（16日未明）放送分の日曜版では、アナウンサーとしてこの年にTBSテレビへ入社したばかりの齋藤慎太郎（横浜F・マリノスのユースチーム出身者）が、伊藤に代わってキャスターを初めて担当[注 21]。2021年にも、10月23日深夜（24日未明）放送分の土曜版で伊藤の代役を務めた。24日の午後に福岡県内から放送されたプリンセス駅伝の全国向けテレビ中継で伊藤がメイン実況を任されていたこと伴う措置だが、伊藤は中継の終了後に帰京したうえで、同日深夜（25日未明）放送分の日曜版に出演している。
- 2022年北京オリンピックの開催期間中（2月4日 - 20日）には、伊藤隆佑・上村ともTBSテレビ系列向けの競技中継・ハイライト番組のキャスターとして北京に派遣されたため、競技会場からの生中継を通じて当番組に出演。TBS本社のスタジオでは、以下のアナウンサーがMC代理を務めている。
  - 2月5日：佐藤文康・日比麻音子
  - 2月6日：佐藤文康・山形純菜
  - 2月12日・13日：小笠原亘[注 22]・近藤夏子[注 23]
  - 2月19日：佐藤文康・佐々木舞音
  - 2月20日：佐藤文康・近藤夏子
    - 上記の期間中には、土曜版の放送時間を通常編成より10分、日曜版の放送時間を5分拡大。2月6日（日曜日）放送分のスタジオパートは、TBSの本社内に期間限定で設けられた「XRステージ」（競技中継・ハイライト番組用のバーチャルセット）から進行している。

  - 2月26日：佐藤文康・野村彩也子
    - 当番組がスタジオMCの代演体制をオリンピック閉幕（2月20日）の翌週まで続けたのは、新型コロナウイルス（オリンピックが開催された中国で2020年1月に世界で初めて感染者が確認されたCOVID-19）の感染拡大を防ぐ目的で、伊藤・上村とも日本政府の方針に沿って日本への帰国直後から一定期間（原則7日間）自宅などで待機していたことによる。
    - 上村は2月27日深夜（28日未明）の日曜版からTBS本社スタジオへの出演を再開したが、当該回では伊藤に代わって佐藤がスタジオMCを引き続き担当。伊藤は、3月5日深夜（6日未明）の土曜版からスタジオへ復帰した。もっとも、翌週には上村が年次休暇（2021年度における夏季休暇の未消化分）を取得したため、休暇期間中の土曜版（3月12日深夜放送分）では野村・日曜版（13日深夜放送分）では山形が再び代演。
- 2022年4月2日からメインキャスターを務める石井は、『あさチャン!』のスポーツキャスターを経て、2020年6月から2022年3月まで『news23』のスポーツキャスターを務めていた。『news23』では初期（『筑紫哲也 NEWS23』時代）からスポーツキャスターの専任者を代々配置してきたが、石井が当番組へ異動してからは「sports 23」（スポーツ関連のニュース・話題を扱うコーナー）に専任のキャスターをレギュラーで置かない一方で、「高橋尚子を『スペシャルキャスター』として月曜日を中心に随時出演させる」という体制を維持している。なお、高橋が出演しない日には、国山ハセン（メイン格のキャスターでTBSテレビのアナウンサー）にスポーツキャスター（実際には「sports 23」の進行役のみ）を兼務させることで対応。
- 世界陸上2022オレゴンの期間中（日本時間の2022年7月16日 - 25日）には、当番組メインキャスターの石井・近藤や高橋尚子が、開催地のアメリカ合衆国オレゴン州から競技中継に出演。期間中の土・日曜日（2022年7月16日・17日・23日・24日）には、大会のハイライト番組や競技中継を編成する関係で、以下のように対応している。
  - 7月16日（土曜日）：『世界陸上第1日ハイライト』を24:30 - 25:30（翌17日の0:30 - 1:30）に編成したことに伴って、当番組の放送枠を25:30 - 25:58（17日の1:30 - 1:58）へ変更するとともに、齊藤と佐々木がメインキャスターを代行。
  - 7月17日（日曜日）：男子マラソン中継と『世界陸上第2日ハイライト』を組み合わせた放送枠を22:00 - 25:30（翌18日の1:30）に編成したことに伴って、当番組を休止したうえで、通常は内包している『JNN NEWS』のみ単独番組として25:30 - 25:35（18日の1:30 - 1:35）に放送（担当は高柳＝本来担当している小沢の新型コロナウイルス感染に伴う暫定措置）。
  - 7月23日（土曜日）：『世界陸上第8日ハイライト』を24:30 - 25:30（翌24日の0:30 - 1:30）に編成したことに伴って、当番組の放送枠を25:30 - 25:58（24日の1:30 - 1:58）へ変更するとともに、渡部峻と佐々木がメインキャスターを代行。日比が担当したメッシ、エムバペ、ネイマールへの独占インタビュー企画（前述）の第1弾として、翌週（7月31日放送分）の予告を兼ねた「先出し映像」が放送された。ちなみに日比は、番組内の『JNN NEWS』にもニュースキャスターとして出演。
  - 7月24日（日曜日）：男子35km競歩中継と『世界陸上第9日ハイライト』を組み合わせた放送枠を22:00 - 26:00（翌25日の2:00）に編成したことに伴って、当番組を休止したうえで、『JNN NEWS』のみ単独番組として26:00 - 26:05（翌25日の2:00 - 2:05）に放送（担当は皆川玲奈＝本来担当している小沢の新型コロナウイルス感染に伴う暫定措置）。
    - 近藤は、世界陸上オレゴンの閉幕と日本への帰国を経て、7月30日（土曜日）からスタジオでの出演を再開。石井は閉幕後に夏季休暇へ入ったため、当日の放送分には北口榛花（世界陸上オレゴン・女子やり投げ競技の銅メダリスト）への単独インタビュー（事前に収録した映像）へ登場しただけで、新型コロナウイルスの感染に伴う療養から復帰したばかりの小沢が近藤とのコンビで本編を進行した。31日（日曜日）放送分では、高柳を石井の代役へ立てるとともに、メッシ、エムバペ、ネイマールへの独占インタビュー企画の第2弾（本編）を中心に構成。
- 2022年12月10日（土曜日）・11日（日曜日）放送分では、近藤の第50回ホノルルマラソン参加に伴って、佐々木がメインキャスターを代行。ホノルルマラソンは日本時間で11日の放送中（日本時間の12日0:30頃）に始まったため、オープニングでは高橋尚子を伴っての直前調整（日本時間の9日に収録）とスタート直前（11日の23:40に収録）の映像を流したほか、本編のエンディング付近では近藤がマラソンを中断したうえで生中継に登場した。
- 世界陸上2023ブダペストの期間中（日本時間の2023年8月19日 - 27日）には、石井が江藤愛（先輩アナウンサー）とのコンビで中継・関連番組のメインキャスター、近藤が現地での取材リポートを担当。19日（土曜日）・20日（日曜日）・26日（土曜日）・27日（日曜日）には当番組に代わって「イブニングセッション」の競技中継を翌日の早朝（5時台前半）まで編成しているが、放送上は石井・近藤とも中継に出演しているほか、中継番組に組み込まれた『JNN NEWS』を渡部が担当している。ちなみに、近藤は13日（日曜日）から開催地（ハンガリーのブダペスト）へ向かったため、同日の当番組では佐々木がメインキャスターを代行。佐々木は、翌日（14日）の午前中にも、本来の担当番組（早朝の生放送番組『THE TIME'』→『ひるおび』午前枠の生中継）へ出演していた。
  - 江藤・石井・近藤は、2023年アジア競技大会の期間中（2023年9月23日 - 10月8日）にも『世界陸上2023ブダペスト』と同じ役割で開催地（中華人民共和国の杭州市）へ派遣された。このため、当番組では9月30日・10月7日放送分の土曜版で佐々木、10月1日放送分の日曜版で御手洗菜々（同年にTBSテレビへ入社したアナウンサー）がメインキャスターを代行した。なお、近藤は10月8日に日本へ帰国したため、同日放送の日曜版は小沢とのコンビで進行。
- 土曜版では、2024年9月28日放送分をもってニュースキャスターのポストを廃止。翌週（10月5日放送分）から、メインキャスターの近藤がニュースキャスターを兼務している。

### コメンテーター

#### 2009年度
土曜日『S☆1スパサカ』
- 小倉隆史※（サッカーコメンテーター）

日曜日『S☆1Jスポ』
- 槙原寛己※（野球コメンテーター、TBS野球解説者）
- 野村克也（東北楽天ゴールデンイーグルス元監督=2010年より「終身名誉監督」。月1回出演の準レギュラー。1981年・1982年にTBSのプロ野球解説を担当していた）

#### 2010年度以降
リニューアルした2010年度から「S☆1ファミリー」の名称がついた。魔裟斗以外は土曜日は1人（まれに2人、初回のみ6人）、日曜日は当初6人程度出演していたが2011年5月現在2人（まれに1人）の出演となっている。カッコ内は会員番号。必ずしも1番からの順番ではなく、それぞれの氏名やゆかりのある番号を取っている（高橋は「Qちゃん」ということで9番、ラモスはサッカー日本代表のエース・背番号10にちなみ10番、野村は現役及び楽天監督時代の背番号と同じ19番など）。また専門分野も記しているが、特記の無いものはスポーツ全般扱いとする。魔裟斗以外は不定期である。またワールドカップ期間はサッカーに時間を割くためか、ラモス+1～2人しか出演しなかった。（2010年6月20日放送分に至ってはラモス・柱谷とサッカー関係者しか出演しなかった。）
2012年度からは、会員番号を放送で紹介せず、以下の人物から曜日ごとに2～3名が登場している。
2012年度以降の主要コメンテーター
◎：同年放送のTBS系列ロンドンオリンピック中継で現地取材キャスターを担当

☆：2017年度の第4期開始を機に出演

●：第4期でもレギュラーコメンテーターとして続投
- 高橋尚子◎●（9、ソチオリンピック・リオデジャネイロオリンピックでも現地取材キャスターを担当）
- 東尾理子（12・ゴルフ）
- 槙原寛己※●（17・野球、TBSプロ野球解説者、2009年までは日曜キャスター。現在は主に土曜に出演）
- 杉山愛（62・テニス）
- 広澤克実（85・野球）
- 福田正博◎●（サッカー、2021年4月改編からは「S☆1 SUPER SOCCER Sunday Night」にレギュラー出演）
- 大林素子（バレーボール、かつてはフジテレビ『すぽると!』に出演。ロンドンオリンピック期間中にはジャパンコンソーシアムで女子バレーボール・テレビ中継の解説を担当）
- 山本博（アーチェリー）
- 池谷幸雄（体操）※2013年度から出演
- 高橋尚成（野球）※2016年度から随時出演
- 山本昌☆（野球）
- 松田丈志☆（競泳、TBSテレビ系列の番組では『S☆1』でも隔週火曜日にコメンテーターを担当）※競馬予想企画にも参加
- 里崎智也☆（野球）
- 川﨑宗則（野球）※ベースボール・チャレンジ・リーグの栃木ゴールデンブレーブスへ入団した2020年度から随時出演。現役のプロ野球選手（内野手）でもあるため、事前収録で「シアター解説」（バッターボックスに見立てたセットとプロジェクターを用いた実演混じりの解説）を担当する。
- 平野早矢香（卓球）
- 杉原愛子（体操）

現在は出演が少ないコメンテーター
●：TBS系列のロンドンオリンピック中継でスタジオ解説を担当
- 魔裟斗（1） - 2010年・2011年、2012年3月25日まで、総合司会を兼務。
- 柱谷哲二（5・サッカー）
- ラモス瑠偉（10・サッカー）
- 小倉隆史※●（11・サッカー、『スーパーサッカー』コメンテーター）
- 具志堅用高（13・ボクシング）
- 東尾修（21・野球、文化放送プロ野球解説者、西武ライオンズ元監督）
- 佐々木主浩（22・野球、TBSプロ野球解説者）
- 村主章枝（23・フィギュアスケート）
- 吉田えり（29・野球）
- 宇津木妙子（30・ソフトボール）
- 村主千香（48・フィギュアスケート）
- 花田勝（66・相撲、第66代横綱・元3代目若乃花勝、花田虎上）
- 増田明美（84・マラソン、陸上競技解説者）
- 田淵幸一（88・野球、TBSプロ野球解説者、福岡ダイエーホークス元監督、北京オリンピック野球日本代表ヘッドコーチ）
- 山本美憂●（92・レスリング）
- 中田久美（93・バレーボール、降板後にバレーボール全日本女子監督を歴任）
- 武田修宏（94・サッカー、日本テレビサッカー解説者）
- 平野和之（100・経済評論家）
- 金子柱憲（ゴルフ）
- 清原和博（野球）
- 金本知憲（野球、2013 - 2015年度に清原とのコンビ扱いで出演、降板後に阪神タイガース監督を歴任）

ほか
過去のコメンテーター
- 小宮山悟（14・野球、日曜限定準レギュラー。2019年から早稲田大学野球部監督）
- 桑田真澄（18・野球、主に日曜に出演、2021年からコーチとして巨人へ復帰）
- 野村克也※●（19・野球。主に日曜に出演）
- 元木大介（野球、2019年からコーチとして巨人へ復帰）
- 新井貴浩（野球、TBSテレビプロ野球解説者時代の2019年から2022年まで出演。2023年から広島東洋カープ監督）
- 鈴木隆行☆（サッカー）
- 藤田俊哉（サッカー、2013年度から一時出演）

### ナレーション
- 増田晋（メイン）
- 古谷徹（特集など）
- ささきのぞみ（ワンフレーズなど）
  - J-SPO時代からナレーションを担当した広中雅志は降板した。

## 番組テーマ曲

### 2009年度
- 開始 - 6月28日 木村カエラ「BANZAI」
- 7月4日 - 9月27日 倖田來未「走れ!」
- 10月3日 - 12月27日 東京スカパラダイスオーケストラ「KinouKyouAshita」
- 2010年1月9日 - 3月28日 ヒルクライム「RIDERS HIGH」

### 2010年度以降
- 「SPORTS SPIRITS No.1.」（4月3日 - 、TBS制作・全国ネットによるスポーツ中継のオープニングテーマにも採用）
  - 女声コーラスによる「Power To The People」のサビを流した後に、「SPORTS SPIRITS No.1.　S☆1」という男声のコールが入る（スポーツ中継でも同様）。日曜日の放送では、一部の系列局を除いて、エンディングで『JNNニュース』のテーマ曲が流れる（後述）。
  - 2015年「勇者の鼓動」というタイトルでダウンロード販売。服部隆之作曲。
  - flumpool「WINNER」（スタジオ開始時）
  - J・ガイルズ・バンド「堕ちた天使」（SUNDAY COLLECTION）

## 主なコーナー

### 2009年度『S☆1スパサカ』
放送時間が短いため、定番コーナーは少なかった。
S☆1スパサカ選手名鑑
日曜版「S☆1・選手名鑑」（後述）からの派生企画で、日本代表選手など、番組が注目する選手へのインタビューを放送。選手の滞在先やスケジュールに応じて、アナウンサー、コメンテーター陣、番組スタッフがインタビュアーを務める。
超速報 SS THE WORLD
放送直前に海外で実施された主な試合の結果を、山本が伝える。
KATO☆1
2009年6月27日より突如登場したエンディングコーナーで、「JNN S☆1 NEWS」明けに放送。Jリーグを中心に、放送週に実施されたサッカーの試合から、加藤が注目した1つのプレーを取り上げる。当コーナーが設けられた背景には、番組開始当初の「JNN S☆1 NEWS」で関東地方のローカルニュースを伝える際の升田の締めの言葉に、本編の出演者が反応する光景がたびたび全国ネットの映像に出ていたことが挙げられる。「JNN S☆1 NEWS」の後半をローカルニュースに差し替える系列局では、この映像をはさむことによって、かなり不自然な形で全国ネットに復帰していた。

### 2009年度『S☆1Jスポ』
毎週放送されるとは限らない。2009年10月の放送からは、本編に入る前に、枡田が当日の放送内容を紹介する。
S☆1・プロ野球
日本国内のプロ野球情報。主に放送当日の試合結果を伝える。
S☆1・フットボール
サッカー情報。主に放送当日の試合結果を伝える。
いずれも山本が原稿を読む。当初は、原稿の文末を「～だ」「～した」調で統一していた。
Weekly Major
『J-SPO』時代の企画を受け継ぐ形で、日本人メジャーリーガーの動向を中心に、放送前週のメジャーリーグの情報をダイジェスト形式で紹介。『みのもんたの朝ズバッ!』の「8時またぎ」で使われるような大型のめくり型ボードで、番組が注目した選手・記録に関する裏話や情報を詳しく伝えることも多い。
月刊 ノムラの考え
2009年6月より月1回放送。野村克也を講師として、VTRを交えながら、監督時代の自身の采配や通称"野村ノート"に記されている戦術・戦略をテーマにトークを繰り広げる。野村が東北楽天ゴールデンイーグルスの監督を務めていた時期（同年10月まで）には、槙原と枡田が同球団の本拠地・クリネックススタジアム宮城を定期的に訪問。監督室や室内練習場などで当コーナーを収録していた。また、プロ野球のシーズン中にもかかわらず、野村が同球団の試合終了後にスタジオへ出演したこともある。
S☆1・選手名鑑
種目を問わず、放送前週に活躍した選手や、今後注目すべき選手を数名紹介。番組が注目した1名の選手については、枡田か山本によるインタビュー映像を交えながら、書物型の巨大ボードを使って選手名鑑風に伝える。インタビューを担当したアナウンサーがスタジオでの進行を兼ねるため、コーナーに入る前には、恵と槙原がボードをスタジオへ運び込むことになっている。当初は毎週のように放送されていたが、「月刊 ノムラの考え」が始まった2009年6月以降は放送頻度が減っている。
S☆1クイズ
『JNN S☆1 NEWS』明けに放送。スポーツ選手に関するクイズをVTRで出題。CMをはさんで、エンディング間際に正解を発表する。

### 2010年度
S☆1ファミリーの中から、毎回数名（魔裟斗のみ毎回出演）が各種目それぞれの専門分野の競技解説を担当。今までの放送より奥の深い硬派のスポーツニュースを展開する。プロ野球については、全試合の結果を詳しく紹介。ただし実際には、野村が名誉監督を務める楽天の公式戦に時間を割くことが多かった。逆に、当時TBSが経営権を有していた横浜の公式戦については、他球団の試合とほぼ同列に扱っている。
S☆1・プロ野球
日本国内のプロ野球情報。主に放送当日の試合結果を伝える。
日曜日は、コーナーの冒頭で、初田が当日の生読み担当アナウンサー（以下「生読み担当」と略記）を紹介。インカムを付けた生読み担当が、レギュラー陣の前に立って見どころを紹介してから、VTRに合わせて試合結果の原稿を読む。
土曜日は、2009年9月末まで、主に初田が原稿読みを担当。ただし、放送枠を拡大する週には、日曜日と同様に生読み担当が登場する。
大記録や珍しいシーンが見られた週には、関連するエピソードを大きなボードで紹介したり、関連する試合のアーカイブ映像から字幕を差し替えたダイジェストを初田の実況とともに流したりする。
S☆1・フットボール
サッカー情報。枡田が（土曜は初田、日曜日のみ生読み担当と交互に）放送直前の国内外の主なサッカーの試合結果・速報を伝える。速報の場合には、日本以外のリーグの球団に所属する日本代表クラスの選手の活躍を取り上げることが多い。ちなみに、プロ野球・サッカー以外のスポーツニュース（2010年10月から「えすわん☆SPO!」として放送）でも、原稿読みの担当はほぼ同じである。
以下に記すコーナーは、番組開始当初から日曜日のみ放送。
7Days 7Minutes
「1週間（7日間）のスポーツニュースが7分間で分かる」というコンセプトで、放送日までの1週間にあった国内・海外の主なスポーツニュースを、1日単位で取り上げる。S☆1ファミリーは、7分間のVTRを流した後に、フリートークを展開。VTRが流れている合間も、ワイプ画面を通じて自由に感想を述べている。ちなみに、VTRの前振りは、もっぱら枡田が担当。VTRの中に、当番組で独自に取材した映像が含まれることもある。ただし、2011年度の放送では、当コーナーが割愛されることが多い。
桑田真澄 野球を学問する
2010年5月より月1回のペースで、プロ野球シーズン中に放送。S☆1ファミリーで、現役引退後に早稲田大学大学院スポーツ科学研究科を修了した桑田が、大学院時代の研究テーマである「野球道の再構築」をベースに自ら進行。同研究科で最優秀論文賞を受けた修士論文の内容や、少年野球チームなどの練習VTRを紹介しながら、野球の練習法やスポーツマンシップのあり方などについての見解を披露していた。枡田がアシスタントを担当。練習VTRでは、桑田と伊藤隆佑が首都圏の少年野球チームを訪れた時の模様が放送されることが多かった。
VTRを流した後には、桑田と他のS☆1ファミリーでテーマトークを展開。取り上げる内容によっては、他のS☆1ファミリーが、現役・指導者時代の経験を基に桑田と異なる見解を示すことがあった。
ぶいえす魔裟斗
不定期で放送される魔裟斗メインのVTR企画。魔裟斗と対決する趣向で、格闘家などが登場する。
高橋尚子「Run百景」（2011年10月から土曜日→2012年10月から再び日曜日で放送）
「高橋尚子が走る楽しさを伝えるバイブル」をキャッチフレーズに、エンディングで放送されるVTR企画で、コーナー紹介を枡田が担当。高橋がスタジオに出演しない週にも放送する場合がある一方で、他の企画などを優先する関係で割愛される場合もある。
S☆1ファミリーの高橋が、自らの経験や視聴者からの推薦を基に、全国各地のランニングコースから1か所を紹介。実際に走りながら、コースの特徴、走行中に見える風景、ランニングの魅力などを語る。ランニングシーンのBGMには、週替わりで洋楽を使用。また、高橋の言葉から、ランニングを楽しく続けるコツを「Q's Voice」として取り上げている。
VTRのエンディングでは、ランニングを終えた高橋が御当地の名物を食したり、御当地ならではの珍しい風景を紹介したりしている。ただし、次回の放送で紹介予定のコースについては、「次はみなさんの街にも・・」とのナレーションが入るだけで特に予告しない。2010年10月からは、TBSが日本での地上波テレビ独占中継権を有する世界バレーのPRを兼ねて、全日本女子バレーボール代表チームとのコラボレーション企画も実施した。
当番組の公式サイトでは、当コーナーで取り上げたコースのアーカイブページ を開設（後述のリニューアル後も現存）。第1回の放送分から、コース紹介の映像と「Q's Voice」を公開している。
2011年10月から土曜日で放送されていたが、2012年10月から再び日曜日へ移動。また、2013年末までに、当コーナーの放送内容をまとめた単行本を1冊、DVDを2種類発売している。
以下に記すコーナーは、2010年10月から土曜日限定で放送開始。
ノムさんボヤキ部屋（2011年10月から日曜日へ移動、2012年4月以降は「ノムラ・田中のボヤキ部屋」）
野村が東北楽天ゴールデンイーグルスの監督時代に、クリネックススタジアム宮城での公式戦試合後にほぼ毎回実施していた記者会見の模様を、背景や立ち位置を含めてスタジオで再現。キャスター陣やS☆1ファミリーを"野村番記者"に見立てながら、直近のプロ野球の話題について、野村が私見をボヤき調に述べる。ボヤキが長引きそうになったところで、記者役の1人に扮した枡田が、野村の話に割って入る格好でテレビカメラの方に振り向きながら後続のコーナー・ニュース概要を紹介することが特徴。一部の系列局で土曜日の放送が短縮された2011年4月以降も、野村が出演する場合には必ず放送していた。
2012年度からは、進行役を枡田から田中に代えたうえで、「ノムラ・田中のボヤキ部屋」に改題。記者会見風のセットを残しながらも、野村と田中だけのクロストークに変えている。さらに、終了予定時間の30秒前から残り秒数を表示。終了時間になると、CGで合成した障子風の扉をボヤキ部屋の両側から閉める動きを入れることで、トークを強制的に終わらせるようになった。なお、プロ野球のオフシーズンには放送されないものの、野村自身は日曜日の放送へたびたび出演していた。
野村による「ボヤキ解説」シリーズは、逝去前年（2019年）のシーズンまで日曜日で継続。第4期では、野村が単独でVTRに出演することが多かった一方で、「ボヤキ」の対象になった現役選手を招いての特別編をオフシーズンに放送することもあった。
「追悼・野村克也さん　遺してくれた言葉」では、過去のシリーズでの解説映像から、後世に残したい野村の言葉を紹介している。
ワールドスタジアム
放送上の略称はワルスタ。日曜日の7Days 7Minutes（前述）と同様のコンセプトで、放送日までの1週間にあった海外の主なスポーツニュースや、番組独自の海外取材の模様をVTRで紹介していた。ただし実際には、数回で放送終了。
スポペディア
放送日で過去に起こったスポーツ関連の大きな出来事や伝説の試合を、年単位のダイジェストVTRでWikipedia風に振り返る。「ワールドスタジアム」と同様に、数回で放送を終了。

### 2011年度
TURNING POINT アスリート 覚醒の瞬間
日曜日の放送にのみ挿入されるVTR取材コーナーで、2011年5月1日から開始。毎回1人のトップアスリートに焦点を当てながら、そのアスリートがトップレベルへ上り詰めるきっかけ（覚醒の瞬間）を、本人へのインタビューや過去の映像などから紹介する。当コーナーのみ1社提供で放送するため、コーナーの前後には、スタジオの映像をバックに提供クレジット（クレジット名はウイダーinゼリー）を表示する。
2012年度のリニューアル以降も放送を継続。野村の出演日に野球選手を特集する場合には、田中が進行役を務めるとともに、VTR終了後にCMをはさんで「ノムラ・田中のボヤキ部屋」で野村がVTRの感想を述べる趣向に変わった。それ以外の場合には、田中と小島（当初は小島のみ）が進行する。
2012年9月30日をもって終了。
S☆1プロ野球 何でもランキング
2011年5月29日からプロ野球シーズン限定で放送。日本プロ野球の公式戦における個人記録をテーマに、放送日までの1週間の試合において、セ・パ両リーグを通じてベスト3（投手は勝利・防御率・奪三振、野手は本塁打・打率・打点）に該当する選手をVTRで紹介する。枡田が進行とナレーションを担当。
桑田真澄 新・野球を学問するLIVE
「桑田真澄 野球を学問する」の続編として、2011年7月31日から日曜日の放送へ桑田が出演する場合にのみ放送。日本プロ野球の公式戦で放送日（厳密には放送前日）に登板した1人の投手をテーマに、桑田独自の視点で球種や好調の背景を解説する。「桑田真澄 野球を学問する」と同様に枡田がアシスタントを務めるが、同企画と違ってロケを実施せず、あくまでもスタジオでの「LIVE（生）解説」にとどめている。

### 2012年度
小さな田中の大きな疑問
田中のキャスター就任を機に新設。番組で扱うニュースに関する田中の疑問や、田中が特に注目したプレーのポイントをS☆1ファミリーが解説していた。
誰コレ?!
番組で取り上げたスポーツニュースについて、印象に残る活躍をした選手のミニ情報を小島が紹介。2009年度日曜版の「S☆1選手名鑑」に相当する企画ながら、ニュースの合間に随時挿入するため、情報を紹介する前には必ずチャイムを鳴らしていた。
Newsツッコミ!
各種スポーツの話題をフラッシュニュース形式で紹介。タイトルの「ツッコミ」には、田中が爆笑問題のツッコミ役であることと、インパクトの強いシーンや説明を要するシーンにツッコミ（短い解説）を入れながらニュースを伝えるスタイルを重ねている。なお、当コーナーとは別に、小島やS☆1ファミリーが取材した内容を放送する場合には「ツッコミ取材」と総称していた。
以下はエンディングに放送していたコーナーで、2013年度以降はリアルタイム投票の結果発表に充てている。
明日のイチメン（土曜日）
放送翌日（正確には放送日の朝）に発行されるスポーツ新聞の一面で取り上げられそうなスポーツの話題を田中、小島、当日出演のS☆1ファミリーが予想。「○○スポーツ」（○○には予想者の苗字が入る）というタイトルを入れたスポーツ新聞風のフリップに、直筆で見出しを書き込む形で発表していた。
明日使える豆知識 S☆1検定（日曜日）
野球・サッカーなど8種類のスポーツから、週替わりのテーマで田中と当日出演のS☆1ファミリーへ出題していた三者択一式のエピソードクイズ。出題役は佐藤で、田中とS☆1ファミリーが各自回答を示してから、スポットCMをはさんで正解を発表していた。

### 2013年度以降
S☆1 Saturday Soccer（土曜日）・Sunday Soccer（日曜日）
第3期の土曜日か日曜日（または両日）に放送されたサッカー特集で、当時MCだった小島がVTR取材とスタジオ進行を担当。Jリーグ公式戦のゴールダイジェストや、海外リーグでの注目選手のプレーダイジェストも随時放送した。海外のリーグ戦を扱う場合には、日本代表の主力級選手に関する速報として伝えることが多かった。
S☆1競馬（2013年春季まで）→　G1真剣勝負!うま☆わん（2013年秋季以降）
田中と佐藤が進行するコーナーで、日曜日に中央競馬のGIレースが開催される場合に放送する。2012年度には土・日曜日とも、当該レースの出走表をモニターに表示。土曜日に田中のレース予想を取り上げた後で、日曜日には、その予想の結果を当該レースの映像とともに紹介していた。
2013年春季には、田中が個人的に予想したレースのダイジェスト映像を、日曜日に流すだけにとどめていた。しかし、秋季からタイトルを「うま☆わん」と変更。当番組と縁の深い競馬以外の現役アスリート（田中将大・亀田大毅など）からの予想も織り交ぜながら、日曜日に開催されたGIレースの模様を詳しく伝えるようになった。
2017年4月からの第4期でも放送。田中将大の予想を引き続き伝える一方で、競馬に詳しい田中裕二や小島が登場しなくなったため、コメンテーター陣から1名（主に松田丈志）の予想を紹介する。さらに、従来は競馬と無縁であった上村も、同年10月から「UMAJOへの道」という企画を通じて予想に加わっていた。上村に代わって近藤がキャスターへ就任した2022年4月からは、競馬シーズン中に『日刊スポーツ』で競馬関連のコラム（「うまチャン!」→「うまTIME'」）を連載している篠原梨菜（近藤と同期入社のアナウンサー）が、先輩に当たる上村の後任扱いで予想に参加。2023年11月24日深夜（25日未明）の土曜版からは、篠原と小沢光葵（この年からTBSラジオの競馬中継で実況を担当している後輩アナウンサー）の対談方式で予想を発表している。
One Phrase～ワンフレーズ～（日曜日）
2014年4月20日から第3期で放送されていたコーナーで、小島が進行を担当。毎回1人の著名なアスリートに焦点を当てながら、成長や不振脱出のきっかけになった言葉を、インタビュー取材や資料映像を交えながら紹介する。
今日の一流プレー（日曜日）
2017年度からの第4期の当初に、土・日曜日を問わず放送していた企画。正式には、「～（当日出演するプロスポーツ出身のコメンテーターのフルネーム）が選ぶ今日の一流プレー」というタイトルが付いていた。
前日開催されたスポーツの主な試合・大会から、コメンテーターが自身のプレー経験を基に、「一流」と評価したプレーの映像をベスト3形式で紹介。そのプレーが出た試合・大会の結果も、映像に合わせる格好で紹介していた。
放送前日にNPBの公式戦が催された場合には、上記のパターンで「一流プレー」の1位まで発表した後に、その他の試合の結果を上村が簡潔に伝えていた。
S☆1 PRESS（日曜日）
2020年度からのプロ野球コーナーで、基本として前日開催のNPB全試合と、日本人メジャーリーガーが出場したMLB公式戦から主な試合のダイジェスト映像を放送。冒頭に取り上げるNPBの試合ダイジェストには、「PRESS」（スポーツ紙）風の見出しを入れた映像を組み込む。また、野球担当のコメンテーターが登場する事前収録の解説映像や、キャスターによる試合のリポート映像も適宜織り交ぜている。
SUPER SOCCER Sunday Night（基本として日曜日）
女性のメインキャスターと福田が進行するサッカーニュース・企画コーナーで、2021年4月4日から主にJリーグシーズンで放送。通称は「日曜夜のスパサカコーナー」で、1993年に放送を開始した『スーパーサッカー』シリーズを引き継いでいることから、タイトルロゴには「SINCE 1993」という文字を添えている。
メイン企画は「ぜんぶ見る大作戦～」（～は放送年の西暦年号を表す4桁の数字）で、日曜日にJ1リーグの公式戦へ臨んだクラブから1つ（または複数）に焦点を当てたうえで、「強さの秘密」「ダービーマッチ」などのテーマを設定。そのテーマに関する試合のアーカイブ映像から独自に算出したデータを紹介した後に、当該クラブの試合のダイジェスト映像を、福田の解説を挟みながら放送する。その他のクラブが直近に臨んだJ1リーグ公式戦についても、「第○節　スーパーゴールぜんぶ見せ大作戦」と称して、全試合の結果を得点シーンのダイジェスト映像とともに伝えている。
シーズン中に毎週編成するとは限らないが、特定の選手・監督を対象に試合中の動きを1台のカメラ（放送上の呼称は「マークカメラ」）で撮影した映像を基に特集を組むことや、Jリーグの公式戦が土曜日に催された場合に土曜版で放送することもある。なお、「マークカメラ」はサッカー以外のスポーツ取材でも、特定の選手・監督へ焦点を当てる場合に随時使用。
横浜FCの三浦知良がレンタル移籍でJFLの鈴鹿ポイントゲッターズへ所属している2022年シーズンには、『スーパーサッカー』シリーズでもほとんど扱っていなかったJFLの公式戦についても、鈴鹿が関与している公式戦に限ってダイジェストを放送。三浦が55歳にしてJ1リーグから3つ下（2022年に横浜FCが所属しているJ2リーグから2つ下）のカテゴリー（JFL）での現役続行を決めたことを踏まえて、本人が出場する試合では「マークカメラ」を作動させている。
みんなでS☆1をつくろう! つくワン（基本として日曜日）
Twitterの番組公式アカウントにおける多者択一式の視聴者投票と連動した企画で、2021年10月2日放送の土曜版からスタート。土曜日（または日曜日）に開催された特定のプロスポーツ（またはリーグ戦全試合）から番組側で選んだ好プレー（放送上の総称は「スーパープレー」）を対象に、放送日の本番開始30分前まで公式アカウントで投票を受け付けたうえで。得票数が1位から3位までのスーパープレー（「BEST3」）を収めた映像を「BEST PLAY」として放送する。
2021年内のレギュラー放送では、プロ野球（NPB・MLB）、Jリーグ、プロゴルフ、ジャパン・プロフェッショナル・バスケットボールリーグ（B. LEAGUE）、Tリーグ (卓球) から、投票対象のスポーツを週替わりで選んでいた。
2021年12月からは、島田慎二（B. LEAGUEチェアマン）の意向で「B. LEAGUE公認企画」として日曜版限定で放送。2022年1月からは、Tリーグの公認も受けているため、レギュラー放送では投票の対象をBリーグ（またはTリーグ）の公式戦に事実上特化している。その一方で、年内最後の放送では、「つくワン　総集編」と銘打って1年間のスポーツ界全般から「BEST10」を選出。

### JNN NEWS
番組終盤のニュースコーナーで、最終版の全国ニュースを伝える。前半部分のみJNN協定が適用されており、後半部分は協定の適用対象外となっていることを逆手に取り、一部地域（毎日放送など）で地元系列局からのローカルニュース・天気予報に差し替えられている。
日曜版では番組開始当初より、升田がTBSの報道フロアから、かつて『はなまるマーケット』内で放送された「はなまるニュース」に近い形式でストレートニュースを伝えている。往年の『JNNスポーツ&ニュース』とは違って、本編のメイン出演者とのクロストークは一切ない。
土曜版では2011年3月まで、日曜版と同じ形式で放送されていた。0:30以降の時間帯をローカル差し替え枠に設定した同年の4月改編以降は、当番組のスタジオからキャスターがストレートニュースを伝えるようになった。いずれも、前番組の『JNN NEWS』や番組休止時の補完放送よりも、伝えるニュースの本数は少ない。
2009年度（JNN S☆1 NEWS）
『JNN S☆1 NEWS』として放送（コーナーの最後に、TBS及びローカル枠をそのまま放送している局のみ升田が“S☆1 JNN NEWSをお送りしました”と言っていた。ロゴデザインの都合で『S☆1』が中央に配置されているだけで、『S☆1 JNNニュース』が正式タイトルの可能性もある）。土曜日・日曜日ともに番組の終盤に内包され、本コーナーの後も引き続きスポーツニュースが放送された。なお、本コーナー放送時モノラル音源で放送（モノステレオ放送）されており、アナログ放送の音声モードはモノラルてあった。
2010年度（JNN NEWS）
他の「JNNニュース」とフォーマットが統一された。土曜日は番組の終盤に内包され、本コーナーの後にエンディングを放送。日曜日はエンディングの後（本編のスタッフロール終了後）にCMを挟んで完全に独立した形で放送される。オープニングCGなどはなくCM明けとともにそのままニュースに入る。エンディングは渋谷駅前のお天気カメラなど都心の夜景を背景として他の時間帯と同様の『JNN NEWS』のオリジナルテーマが流れて終了する（エンドカードはない。後半がローカルニュースとなる毎日放送ではエンディングテーマ・エンドカードともに存在せず、関西の天気を伝え終わると何の前触れもなくステブレに入る）。
2011年度（JNN NEWS）
日曜日は前年度と同じ形態で放送。土曜日は、ローカル差し替え枠を設けた関係で、放送時間を番組の終盤から0:25頃に移動した。毎日放送では2011年9月まで、土曜日に当該枠の後半でローカルニュース・お天気のお知らせ（近畿地方の天気予報）を伝え終えると、ステブレ・エンドカードなしで後続番組へ直結していた。ただし、当番組の放送枠を移動した同年10月以降は、ニュースをはさんで当番組のエンディングを放送している。
2012 - 2020年度（JNN NEWS）
土曜日は、2011年度の10月以降と同じ形態で放送。
日曜日はエンディングの直後に、CMを挟まずニュースを伝える。2016年10月からは、CMを挟んでから、ニュースと全国の天気予報を放送。ネット局によっては、全国の天気予報が終わるタイミングで、ローカル向けのニュースと天気予報に切り替えている。
2021年度以降（JNN NEWS）
TBSと一部のネット局で日曜版の放送時間を拡大したことに伴って、日曜日のみ、ニュース前後の構成を変更。エンディングから全国のニュースに直結したうえで、全国の天気予報を伝え終えたところでCMを挟む。ネット局によっては、CM明けにローカル向けのニュースと天気予報を放送。

## 特別企画
- 2019年1月14日放送の「さんま・玉緒のお年玉あんたの夢をかなえたろかスペシャル」とのコラボ企画で田中将大投手に一般の女子高生がインタビューした模様が同月20日の当番組で放送された。

## スタッフ
- ナレーション：深川和征、ファイルーズあい
- 構成：牧田英士、鈴木雅彦、岡田太郎
- TM：八木真一郎
- TP ：早川 征典
- TD： 飯橋俊昭
- カメラ： 大熊正造
- 音声：森田和博
- VE：宇都宮勝
- 照明：佐々木秀仁
- MA：安井めぐみ
- CG：TBS ACT
- 編集：小峰一輝、星野栞捺
- 音響：カロッツァ
- TK：後藤リカ
- 衣装協力：永島服飾株式会社、GOUT MOMMUN、allegri、Plus Vendome
- 写真：ゲッティ、アフロ
- 美術プロデューサー：小美野淳一
- 美術デザイナー：宇野宏美、村山柚香
- 美術ディレクター：半田裕記（以前は美術制作）
- 協力：日本中央競馬会
- 編成：竹内敦史、佐藤礼子、丸茂宏太郎
- 宣伝：小山陽介
- AD： 石川純乃介、風間泰成、高橋夏乃、宮川瑠夏、三浦桃杏伽、吉田妃麻里、飯島日菜子、中津美香、川島壮大
- AP：青木恭子（一時離脱→復帰）
- ディレクター： 仁井出亮、杉山拓、澤本悦郎、田中一王、牛島博典、村上詔英、長生俊（長生→以前は、AD）、大中拓昌、中原隼、土居遼、中田真弘、秋元洋祐、根間勇太郎、白井宏典、清水皓平、厨子遥平、田川星
- 野球統括 ： 奥田純
- チーフディレクター：大嶋克己、 野内 宣映、上野聖人（上野→以前はデスク）
- プロデューサー： 鈴木栄蔵、温水武志
- 制作：TBSテレビスポーツ局スポーツニュース部
- 製作著作：TBS、TBS SPARKLE

### 過去のスタッフ
- ナレーション：ささきのぞみ、鈴木賢、逸見友惠、福山潤、中道美穂子、
- 構成：松田敬三、西村隆志、猿橋英之、小野晋、  山本玄太、村松浩介
- TM：森享宏
- TD：井上久徳
- CG：松原貴明、鄭又庸、稲生(尾)論  赤坂グラフィックアート
- 編集：安倍靖宏、山崎和浩
- 美術プロデューサー：中西忠司
- 美術デザイナー：齊藤傑
- TK：アンタイム
- 編成：白石徹太郎、造田雅之、横山英士、高橋秀光
- AD：萩原愁詞、上原文平、波多野宏、鷲頭崇人、関根智大、長生俊、高梨寛大、坪崎亜希子、佐藤大海、根間勇太朗、西村和大、川井大地、 信田（スーパーチーフ）、清水皓平、道林洋成、恒川正広、赤松利恵、百井和希、栗原龍星、佐伯涼夏、余芷慧、伊藤彰汰、野口龍、松永力
- デスク：山本賢樹、平田匡（平田→以前は、ディレクター→チーフディレクター→一時離脱）
- AP：小林小夏
- ディレクター：笹井智之、内藤秀則、地迫希志、山本創、加藤孝之、今井真由、本橋剛、川上崇文、田添慎也、 青木喬、平田匡、池田圭、植松誠、丹野直、滝(瀧)沢幸恵、佐藤大介、林口広平、太田桂輔、大塚麻衣、長瀬昌也（長瀬→以前は、AD）、堀尾安未奈、小田舞乃／角田一房、田中悦子、田中伸幸、和田祐一、岩永武章、手塚準、長田紗也加、奥田純、堀宏太朗
- チーフディレクター：細川祐生、花村亮介、飯野航、佐藤賢二（花村→以前は、デスク、飯野→以前は、ディレクター）
- 演出：武井宏之、石原隆史、前野裕之、古橋健次、溝端清悟（古橋・溝端→以前は、ディレクター）
- MP：板倉孝一（以前は、プロデューサー）
- プロデューサー：村口太郎、八代田俊平、川村宗太（川村→以前は、演出）
- チーフプロデューサー：永山貴也、御法川隼斗

## 重大ニュース・特別番組放送時の対応
- 毎年4月第2週は『マスターズ・トーナメント』のハイライト・生中継を、毎年9月末または10月上旬の日曜版は『音舞台シリーズ』（毎日放送制作）を全国ネットで各々放送するため、前者は0:00 - 0:15（一部地域は0:10）までの、後者は0:00 - 0:30までの短縮版に各々変更する。
- オリンピックやサッカー・FIFAワールドカップなどの国際的なスポーツイベントの期間中やプロ野球ドラフト会議関連の企画を放送する日には放送時間を拡大するが、後者についてはローカルセールス枠扱いとなるため、一部地域では途中飛び降りとする場合がある。
- 年末年始と重なる土曜日・日曜日は放送休止となる。12月31日と重なる場合を除き、本番組内包の『JNNニュース』を23時台もしくは翌0時台に放送する。
- 衆院選・参院選といった国政選挙の投開票日と重なる日曜日はJNN開票特別番組として『選挙の日』を夜20時台から翌日未明の2時台にかけて放送するほか、『世界陸上』の開催期間中は当番組を休止し、前者は『JNN NEWS』を単独番組扱いで1:00 - 1:20に放送する。またこの他にも大地震などの自然災害が発生した時にはそのまま本番組のフォーマットで報道特別番組を放送（事実上、全編休止）とする場合がある。

### 2019年4月以降に特別編成となった事例
前述以外の特番などによる放送休止・放送時間変更は以下の通り。重大ニュース・全国ネット特番（前述の『マスターズ・トーナメント』と『音舞台シリーズ』を除く）・放送時間変更の事例のみを記す。
- 2019年10月26日：レギュラー放送に加えて、『S☆1 世界野球プレミア12直前スペシャル』を23:30 - 翌27日0:00に編成。当該時間帯のレギュラー番組である『人生最高レストラン』の出演者に不祥事が発覚したことを受けて、同番組の放送を休止したことに伴う代替番組で、11月5日から開催される2019 WBSCプレミア12の見どころや過去の野球日本代表の名場面などを生放送で紹介した[19][注 24]。
- 2021年2月14日：この日前日に発生した福島県沖地震の影響で、JNN報道特別番組が組まれたため休止扱いにはなるものの[20]、13日23:49頃から翌14日0:00まで11分ほど本番組のフォーマットでJNN報道特別番組を放送し、本番組のスタジオ[注 25] から伊藤、上村が出演した。事実上41分前倒し・17分短縮の放送となり、BS-TBS、BS-TBS 4K、TBS NEWSでもサイマル放送された。TBSテレビでは報道特番体制は4:00まで続き、1:00から2:30は本番組と同じスタジオを使用している夕方のニュース番組である『Nスタ』のフォーマットで放送された。

## 書籍
- 『田中将大 ～若きエース4年間の成長～』（小学館、2011年3月23日初版刊行、ISBN 978-4093881814）※「TBS『S☆1』田中将大取材班」名義での編集
- 『RUN百景Presents 高橋尚子ジョギングコースガイド』（幻冬舎、2011年7月13日初版刊行、ISBN 978-4344020207）※「S☆1制作スタッフ」名義での編集

## DVD
いずれも発売元はTBS
- 『高橋尚子のRUN百景 秋・冬・海外編』（販売元：TCエンタテインメント、2012年10月3日発売開始）
- 『高橋尚子のRUN百景 春・夏編』（販売元：TCエンタテインメント、2013年2月27日発売開始）
- 『東北楽天ゴールデンイーグルス　田中将大　KISEKI プロ7年間の軌跡と奇跡の無敗記録』（販売元：ポニーキャニオン、2014年1月31日発売開始）